# Rauheck (berg i Österrike)
Rauheck är ett berg i Österrike, på gränsen till Tyskland.   Det ligger i förbundslandet Kärnten, i den västra delen av landet, 500 km väster om huvudstaden Wien. Toppen på Rauheck är 2 384 meter över havet.
Terrängen runt Rauheck är huvudsakligen bergig. Runt Rauheck är det ganska glesbefolkat, med 26 invånare per kvadratkilometer.. Närmaste större samhälle är Mittelberg, 16,6 km väster om Rauheck. 
Trakten runt Rauheck består i huvudsak av gräsmarker.